# باشگاه فوتبال طراز
باشگاه فوتبال طراز (به قزاقی: FC Taraz) یک باشگاه و تیم فوتبال فعال در شهر طراز و در کشور قزاقستان است.